# Леј Ђун
Леј Ђун (кин: 雷军; Сјентао, 16. децембар 1969) кинески је предузетник и филантроп. Оснивач је предузећа Xiaomi. Од октобра 2022. нето вредност му је процењена на 8,1 милијарду долара према Блумберговом индексу милијардера, што га чини 203. најбогатијом особом на свету, или 7,5 милијарди долара по Форбсу, што га сврстава на 265. место у свету.

## Биографија
Рођен је 16. децембра 1969. године у Сјентау. Родитељи су му били просветни радници, што је после Културне револуције била срамотна професија, док му је отац зарађивао изузетно мало новца месечно. Као дете, био је заинтересован за електронику и волео је да раставља и поново склапа радио-апарате, на шта га је подстицао отац. Направио је прву електричну лампу у свом селу од две батерије, сијалице, дрвене кутије коју је сам направио и неколико жица.